# Valeo
Valeo är en fransk producent av bildelar. Koncernen hade en omsättning på 22,3 miljarder euro 2023. Valeo har 113 600 anställda i 33 länder i 186 produktionsanläggningar, 21 forskningscentrum, 38 utvecklingscentrum och 15 distributionsplattformar. Valeo är medlem i den europeiska föreningen för bildelsproducenter CLEPA. År 2018, liksom 2017 och 2016, rankades Valeo först i listan över patentsökare i Frankrike enligt INPI med 2145 patentansökningar som publicerades 2018.